# نادي ليل
نادي ليل الأولمبي الرياضي (بالفرنسية: Lille Olymique Sporting Club)‏ هو نادي فرنسي لكرة القدم من مدينة ليل ويلعب في الدرجة الأولى تأسس عام 1944 بعد أن تم توحيد ناديي أولمبيك ليل وفيف. يدرب نادي ليل جوسلين غورفينيك و فاز بالدوري الفرنسي أربعة مرات أعوام 1946، 1954، 2011، 2021.

## تاريخ

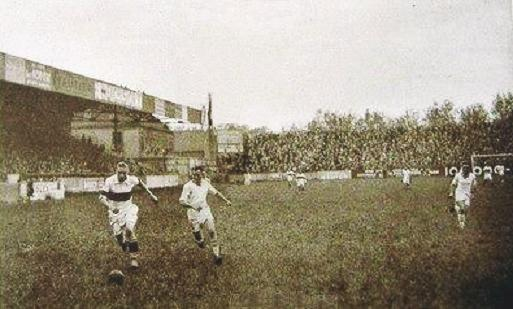
نادي ليل مع نادي أولمبيك مارسيليا سنة 1937

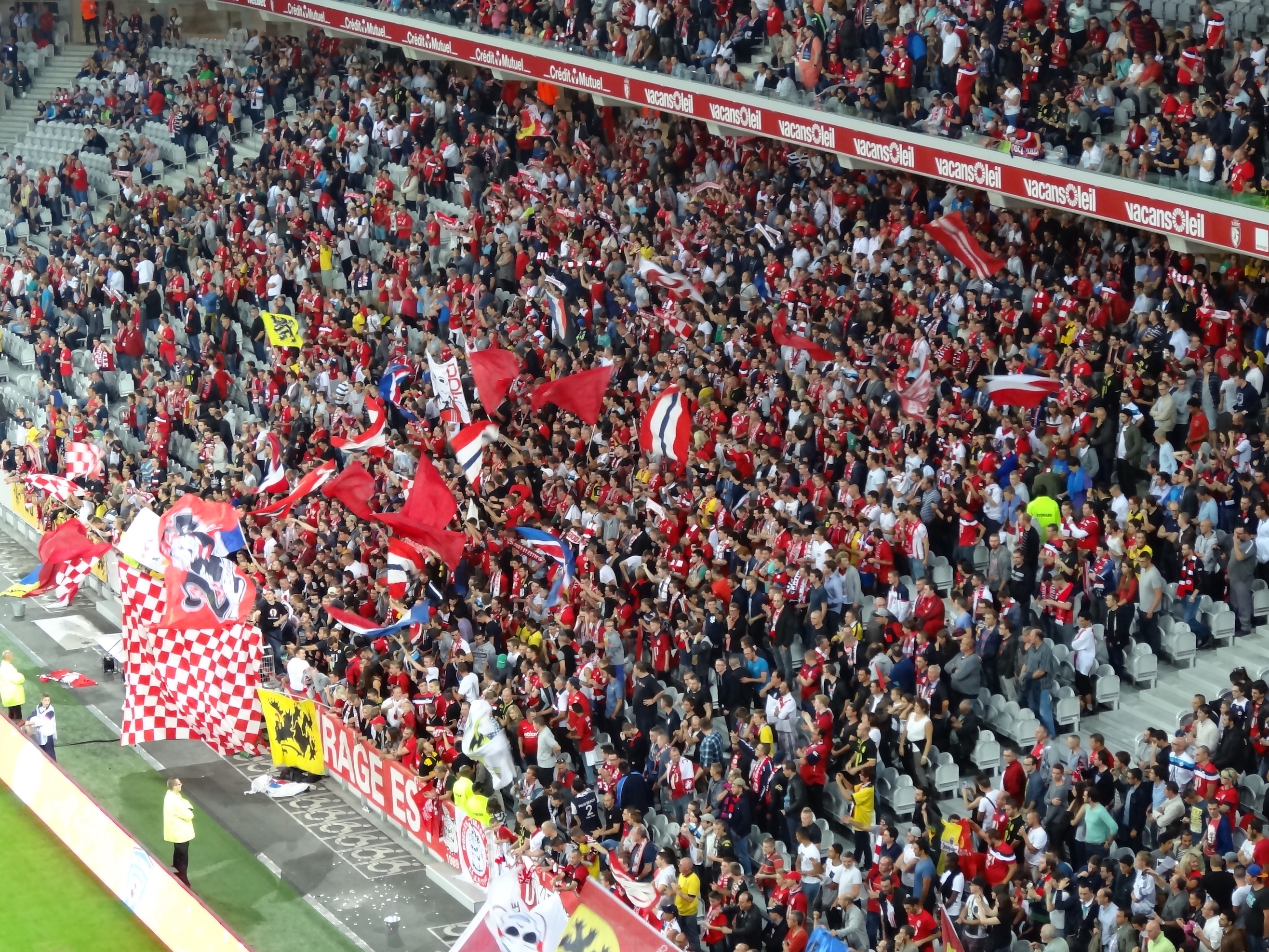
مشجعي نادي ليل

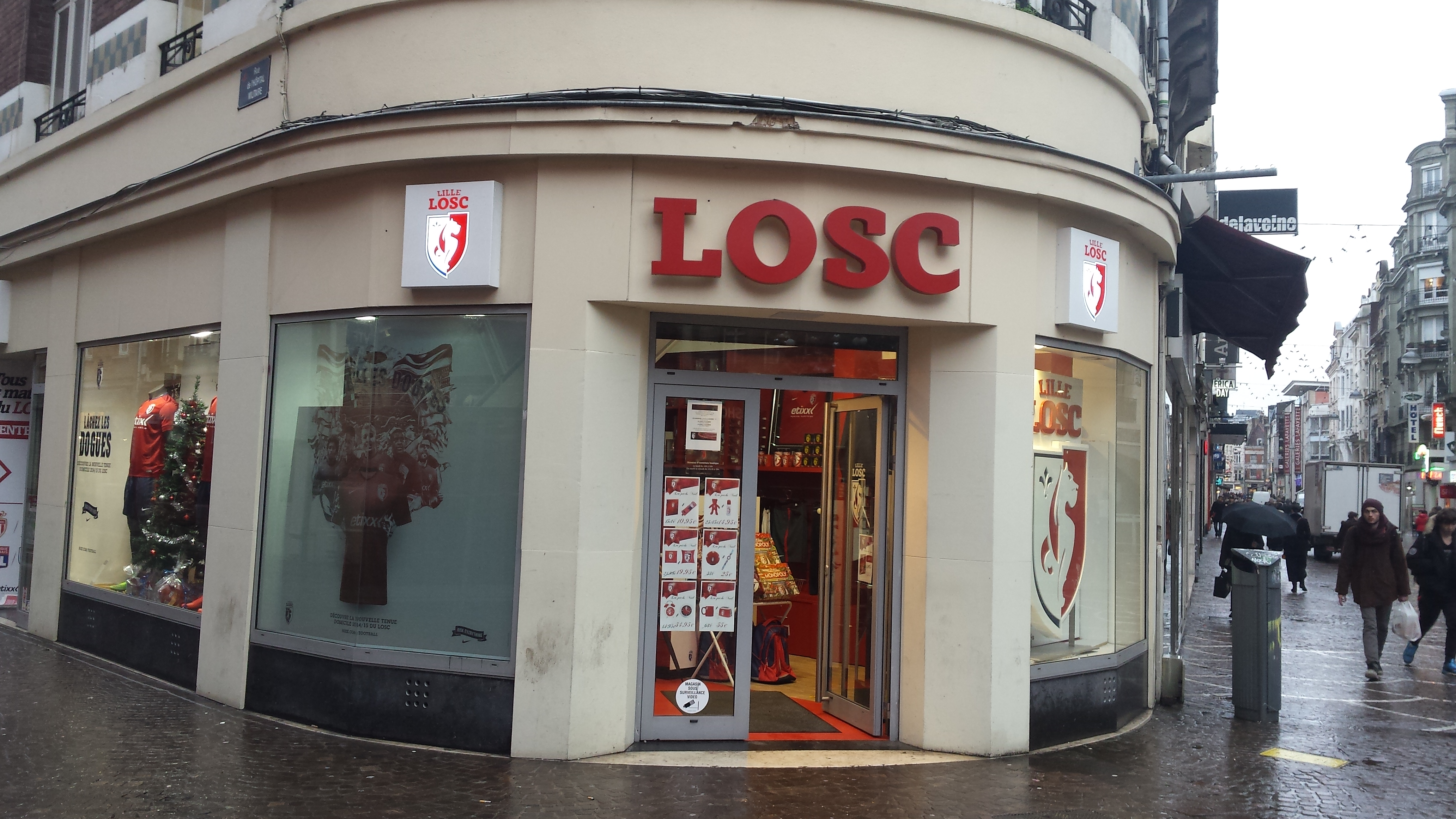
متجر نادي ليل

نادي ليل الفرنسي، نادي كرة قدم ينتمي لمدينة ليل أقصى شمال فرنسا.
تأسس نادي ليل عام 1944، ويتخذ من ملعب ليل متروبول مقراً له منذ عام 2012، وهو الملعب الذي يتسع لـ 50,186 متفرجاً.
وجاء تأسيس نادي ليل كنتيجة طبيعية لما ما بعد الحرب العالمية الثانية، حيث كان مدينة ليل تملك ناديين؛ أولمبيك ليل ونادي فيفوا، حيث كانت الظروف لا تسمح بتشغيل ناديين سواء المالية أو اللوجستية، إضافة إلى العواطف التي أيدت الوحدة بين أهل المدينة، لينتج نادي ليل في خريف عام 1944.
حقق نادي ليل لقب الدروي الفرنسي 4 مرات، واحتفل بالتتويج في كأس فرنسا 6 مرات، وهو أحد فريقين فقط حافظ على لقب كأس فرنسا 3 سنوات متتالية.
وبعد أن قضى ليل مواسم طويلة في الدوري الفرنسي، هبط إلى الدرجة الثانية عام 1956 رغم حمله اللقب قبل عامين فقط، وتحول بعدها لفريق متوسط لسنوات طويلة، بل إنه في ستينيات القرن الماضي كاد أن يعلن الإغلاق، بسبب قلة الموارد والإمكانيات.
موسم 2010-2011 يعد تاريخياً نقطة تحول لليل، لأنه بعد أن غاب عن لقب الدوري منذ عام 1954، استطاع مدربه رودي غارسيا ونجومه أمثال إدين هازارد وجرفينيو قيادة الفريق إلى لقب الدوري.
نفس الموسم شهد تتويج ليل بكأس فرنسا عندما هزم باريس سان جيرمان بهدف نظيف في المباراة النهائية، ليحمل ثنائية ذلك الموسم ويلفت الانتباه إليه، فقامت الأندية مثل أرسنال وتشلسي بخطف لاعبيه جيرفينيو وهازارد على الترتيب.
وترتبط نادي ليل علاقة عداوة قوية مع نادي لانس، حيثُ يخوضان معاً ديربي شمال فرنسا.
يملك نادي ليل حالياً ميشيل سيدوا، وهو رجل أعمال فرنسي منتج أفلام، حيث كان قد استحوذ على النادي بالتدريج ما بين 2002-2004.
وعند الحديث عن ملكية نادي ليل، فلا بد من ذكر أنه كان أول نادي فرنسي يطبق مفهوم الشركة المساهمة، حيث أعلن عام 1980 عن طرح جزء من ملكية النادي على شكل أسهم لمن يريد امتلاكها.
لم يترك ليل أي بصمة أوروبية، وذلك رغم مشاركته مؤخراً في عدة مناسبات في بطولتي الدوري الأوروبي ودوري أبطال أوروبا.

## شعار وألوان النادي

شعار النادي من 1946 إلى 1955
شعار النادي من 2002 إلى 2012
شعار النادي من 2012 إلى 2018
شعار النادي من 2018 حتى الآن

## الإنجازات
- الدوري الفرنسي : (4 مرات) : 1945–46، 1953–54، 2010–11، 2020–21.
- كأس فرنسا: (6 مرات) : 1946، 1947، 1948، 1953، 1955، 2011.
- كأس الأبطال الفرنسي: (مرة واحدة) : 2021.
- كأس أنترتوتو: (مرة واحدة) : 2004.

## اللاعبين
آخر تحديث 3 فبراير 2022.
ملاحظة: تشير الأعلام إلى المنتخب الوطني على النحو المحدد في قواعد الأهلية للفيفا. قد يحمل اللاعبون أكثر من جنسية واحدة غير تابعة للفيفا.
| الرقم | البلد    | المركز | اللاعب                                   |
| ----- | -------- | ------ | ---------------------------------------- |
| 1     | كرواتيا  | حارس   | إيفو جربيتش (on loan from أتلتيكو مدريد) |
| 2     | تركيا    | مدافع  | زكي شيليك                                |
| 3     | البرتغال | مدافع  | تياغو ديجالو                             |
| 4     | هولندا   | مدافع  | سفين بوتمان                              |
| 5     | السويد   | مدافع  | غابريال غودمونسون                        |
| 6     | البرتغال | مدافع  | جوزيه فونتي (قائد الفريق)                |
| 7     | فرنسا    | مهاجم  | جوناثان بامبا                            |
| 8     | البرتغال | وسط    | كسكا                                     |
| 9     | كندا     | مهاجم  | جوناثان ديفيد                            |
| 10    | البرتغال | وسط    | ريناتو سانشيز                            |
| 11    | فرنسا    | وسط    | حاتم بن عرفة                             |

| الرقم | البلد            | المركز | اللاعب                      |
| ----- | ---------------- | ------ | --------------------------- |
| 16    | سلوفاكيا         | حارس   | أدم ياكوبيش                 |
| 17    | تركيا            | مهاجم  | براق يلماز                  |
| 19    | فرنسا            | مهاجم  | إسحاق الحاجي                |
| 20    | إنجلترا          | وسط    | أنجيل غوميز                 |
| 21    | فرنسا            | وسط    | بنيامين اندري (قائد الفريق) |
| 22    | الولايات المتحدة | مهاجم  | تيموثي ويا                  |
| 23    | كوسوفو           | وسط    | إيدون زيغروفا               |
| 24    | بلجيكا           | وسط    | أمادو اونانا                |
| 26    | فرنسا            | مدافع  | جيريمي بيد                  |
| 29    | كرواتيا          | مدافع  | دوماجوج براداريتش           |
| 30    | البرازيل         | حارس   | ليو جارديم                  |

## أشهر المدربين
وحيد خليلهودزيتش، هذا المدرب تولى تدريب ليل عام 1998 والفريق يعاني من أجل البقاء في الدرجة الثانية وعدم الهبوط للدرجة الثالثة، لكنه استطاع سريعاً أن يصعد بالفريق، ويلعب موسم 2000-2001 في الدرجة الأولى ويحتل المركز الثالث ويشارك في دوري الأبطال، ويعيد الفريق للطريق الصحيح، المدرب استقال في نهاية الموسم التالي، وقال «إدارة ليل لا تملك الطموح الذي تستطيع من خلاله البقاء في القمة».

## وصلات خارجية
- باللغة الإنجليزية
- Lille Olympique Sporting Club – Ligue 1
- Lille Olympique Sporting Club – UEFA.com